# Bernarduscollege

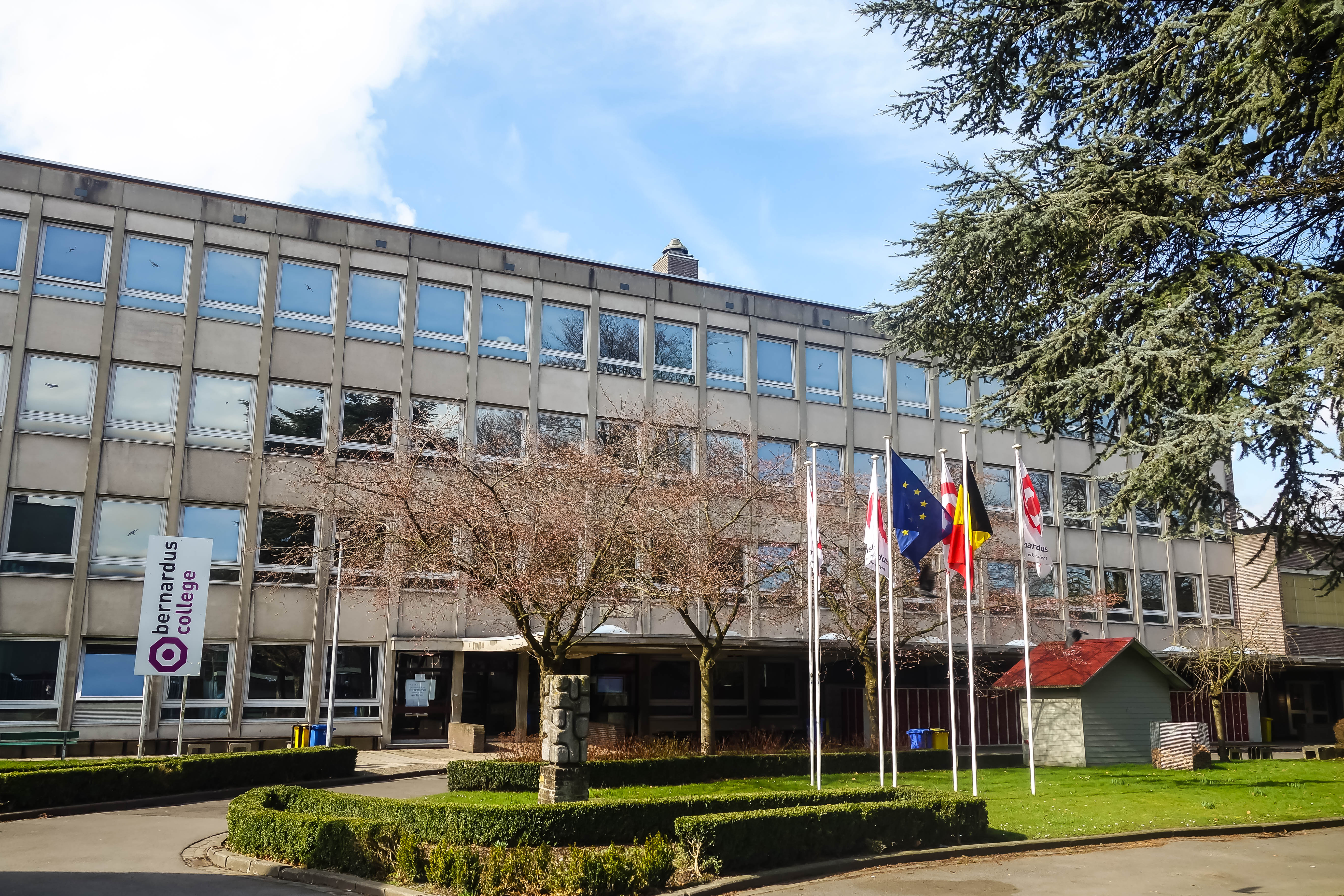
Bernarduscollege Oudenaarde

Het Bernarduscollege te Oudenaarde in België is een secundaire school en maakt deel uit van de scholengroep Bernardusscholen.

## Ontstaan
De school werd als het Onze-Lieve-Vrouwecollege gesticht in 1844 door de 'Congregatie der priesters van Onze-Lieve-Vrouw', na de opheffing van deze congregatie in 1860 werden de school, samen met het Sint-Vincentiuscollege (Eeklo) en het Heilige Maagdcollege (Dendermonde) overgenomen door het Bisdom Gent.
De eerste schoolgebouwen waren gelegen aan de Einestraat. In 1850 of 1851 kocht de congregatie het Kasselrijhuis, 16e-eeuwse bebouwing in de Hoogstraat. Het bouwwerk dient voor de uitbreiding van de school, en de inrichting van een internaat.  De gebouwen van het college, vanaf 1860 bisschoppelijk college werden uitgebreid in 1906 met een vleugel met feestzaal en slaapzaal ontworpen door architect A. Vossaert, en een westvleugel met kapel en klaslokalen in 1924. Het kasselrijhuis werd in 1950 grondig gerestaureerd onder leiding van architect R. Warie en op 25 oktober 1950 als Bisschoppelijk college: voorgevels erkend als monument van onroerend erfgoed. Aangevuld op 25 juli 1986 met de erkenning als monument van het bouwvolume van het Kasselrijhuis.
De school werd verder achteraan uitgebouwd nadat gronden werden aangekocht van het OCMW. Van 1976 tot 1978 werd gebouwd aan klaslokalen naar plannen van architect P. Vossaert. In 1989 volgden nog nieuwe klaslokalen, een polyvalente zaal en een kapel naar ontwerp van architect C. Mas.  In deze kapel bevindt zich een orgel van Leon Lovaert uit 1852.
De school behield van 1844 tot 2000 de naam van Onze-Lieve-Vrouwecollege. In 2000 kwam er een samensmelting met het Onze-Lieve-Vrouwinstituut (1956-2000). Vanaf dan werd de naam Sint-Bernarduscollege (2000-2013) gebruikt. De school werd opgenomen in de nieuwe scholengroep, Bernardusscholen in 2013 met Bernarduscollege als naam.
In 2018 nam de school twee nieuwe (passief)gebouwen in gebruik, inclusief een aula met 350 zitplaatsen.
Deze is uitgerust met een ringleiding.

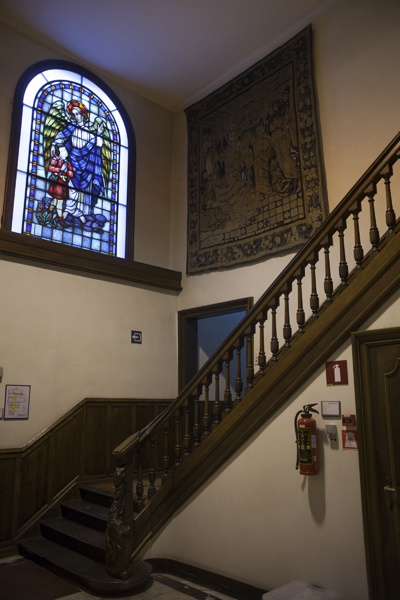
Interieur
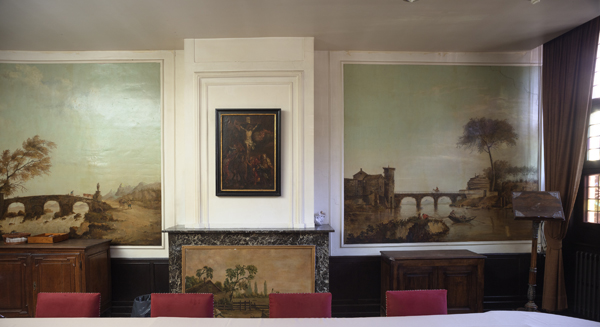
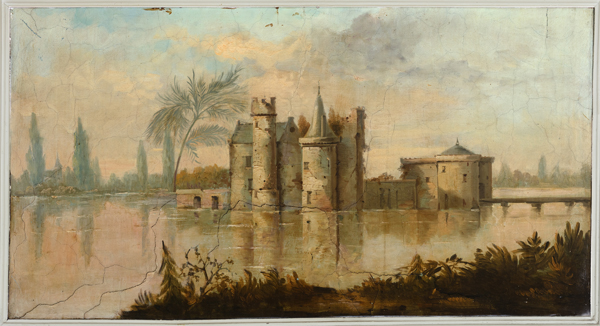
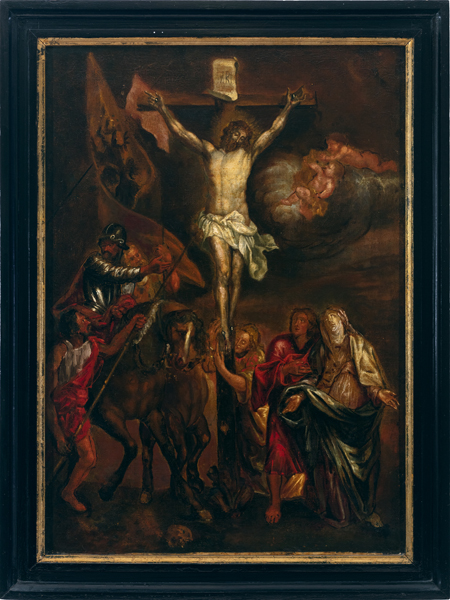

## Bekende oud-leerkrachten
- Willy Van den Bossche, leraar en superior, later econoom van het bisdom en kanunnik te Gent
- Jules-Victor Daem, leraar, later bisschop van Antwerpen
- Adolf Daens, leraar, later volksvertegenwoordiger voor Aalst en Brussel

## Bekende oud-leerlingen
- Albert Boone, jezuïet en toondichter.
- Els De Temmerman, journaliste.
- Yves Degryse, Vlaamse acteur en regisseur.
- Wannes Destoop, Vlaamse cineast.
- Stedho (Steven Dhondt), Vlaamse stripauteur en illustrator.
- Bart Kaëll, zanger.
- Kris Martin (Q1789065), kunstenaar.
- Leo Scheere, politicus.
- Jotie T'Hooft, dichter en schrijver.
- Stefaan Van Brabandt,  Belgische (toneel)schrijver, acteur, singer-songwriter en filosoof.
- Walter Van Steenbrugge, advocaat.
- Lieven Vandenhaute, radio- en televisiemaker.
- Wouter Vandenhaute, ondernemer, televisiemaker en gewezen sportjournalist.
- Charlotte Vandermeersch, Vlaamse actrice.
- Luk Vanmaercke, hoofdredacteur Kerk en Leven.
- Louis Vervaeke, wielrenner.